# 冒蔚
冒蔚（1937年—），男，江苏如皋人，中国天体测量学家，中国科学院云南天文台研究员，曾任中国天文学会理事。